# Annina Nosei
Annina Nosei (Roma, 1939) è una gallerista italiana.

## Biografia
Annina Nosei è nata a Roma da una famiglia di docenti universitari specializzati in lingue classiche e filologia. Si è laureata in Filosofia, all'Università di Roma, con una tesi su Marcel Duchamp. Nel 1964, Annina Nosei ha ricevuto una borsa di studio Fulbright, che le ha dato l'opportunità di studiare e insegnare negli Stati Uniti. Durante la sua esperienza all'UCLA, ha incontrato il gallerista John Weber, con cui è stata poi sposata dal 1966 al 1973. Nel 1980 ha aperto la sua galleria a SoHo, dove esporrà le opere di alcuni dei più noti artisti contemporanei: Jean-Michel Basquiat, Keith Haring, Jeff Koons, Barbara Kruger e Julian Schnabel. In particolare, nel 1981, Annina Nosei è stata la prima gallerista a dare fiducia a Jean-Michel Basquiat, organizzandone la prima mostra personale in assoluto.

## Opere
Annina Nosei, The difference is woman, a cura di Graziano Menolascina, Stamen, 2021, ISBN 978-8831928830